# Atypical
Atypical é uma série norte-americana de comédia dramática original Netflix, criada e escrita por Robia Rashid, que conta a história de Sam Gardner (Keir Gilchrist), um rapaz de 18 anos diagnosticado dentro do espectro do autismo,  que trabalha e estuda, vivendo a efervescência da idade e seu amadurecimento. A primeira temporada da série, com 8 episódios, foi lançada em 11 de agosto de 2017 e foi bem recebida pela crítica. Foi renovada para uma segunda temporada com dez episódios em 13 de setembro de 2017.. A Netflix anunciou em 14 de agosto de 2018, que a segunda temporada de Atypical estreiou na plataforma de streaming no dia 7 de setembro de 2018. Em 24 de outubro de 2018, a Netflix renovou a série para sua terceira temporada  que foi lançada no dia 1º de novembro de 2019.
Em 2020 a série foi renovada para a 4ª e última temporada, que foi lançada em 9 de julho de 2021.

## Sinopse
Sam é um garoto autista de 18 anos, que encorajado por sua psicóloga, decide procurar uma namorada. Além de buscar mais independência e autoconhecimento, também começa a se ver envolvido na sua primeira história de amor, enquanto vários problemas ocorrem em torno do dia a dia da família.
Na primeira temporada, Sam está em busca de uma namorada, por motivação de sua psicóloga Júlia, quem o aconselha. Cursando o ensino médio, ele não tem muitas amizades, além de Zahid, seu amigo de trabalho — um galanteador muito divertido — e sua irmã, corredora e um tanto protetora.
Na segunda temporada, os pais de Sam — Elsa e Doug — encaram os desdobramentos de uma crise no casamento. Sua irmã, Casey, tenta se adaptar à nova escola e fazer novos amigos ao mesmo tempo em que precisa lidar com algumas questões relacionadas ao romance com Evan, seu namorado. Sam se prepara para a fase pós-formatura.
Na terceira temporada, após se formar no ensino médio, Sam entra para a faculdade e enfrenta os problemas da nova vida. Enquanto isso, Casey e Izzie enfrentam problemas no relacionamento e Elsa e Doug tentam manter uma amizade saudável.

## Elenco

### Principais
| Ator/Atriz           | Personagens    | Temporadas | Temporadas | Temporadas | Temporadas | Total de Aparições Creditadas |
| Ator/Atriz           | Personagens    | 1          | 2          | 3          | 4          | Total de Aparições Creditadas |
| Keir Gilchrist       | Sam Gardner    | Principal  | Principal  | Principal  | Principal  | 38/38                         |
| Brigette Lundy-Paine | Casey Gardner  | Principal  | Principal  | Principal  | Principal  | 38/38                         |
| Jennifer Jason Leigh | Elsa Gardner   | Principal  | Principal  | Principal  | Principal  | 38/38                         |
| Michael Rapaport     | Doug Gardner   | Principal  | Principal  | Principal  | Principal  | 38/38                         |
| Nik Dodani           | Zahid Raja     | Principal  | Principal  | Principal  | Principal  | 36/38                         |
| Graham Rogers        | Evan Chapin    | Principal  | Principal  | Principal  | Recorrente | 27/38                         |
| Amy Okuda            | Julia Sasaki   | Principal  | Principal  | Recorrente | Convidada  | 23/38                         |
| Raúl Castillo        | Nick           | Principal  | Convidado  |            |            | 10/38                         |
| Jenna Boyd           | Paige Hardaway | Recorrente | Principal  | Principal  | Principal  | 31/38                         |
| Fivel Stewart        | Izzie Taylor   |            | Recorrente | Principal  | Principal  | 26/38                         |

### Recorrente
- Graham Rogers como Evan Chapin: ex-namorado de Casey
- Nik Dodani como Zahid Raja: o melhor amigo de Sam
- Raúl Castillo como Nick: um barman o qual Elsa teve um caso
- Jenna Boyd como Paige Hardaway: a namorada do Sam
- Rachel Redleaf como Beth Chapin: irmã de Evan
- Fivel Stewart como Izzie Taylor: namorada de Casey
- Graham Phillips como Nate: ex-namorado de Izzie
- Casey Wilson como Ms. Whitaker
- Sara Gilbert como Professora Judd: professora de ética de Sam na Denton University
- Eric McCormack como Professor Shinerock: professor de artes de Sam na Denton University

## Episódios

### Resumo
| Temporada | Temporada | Episódios | Episódios | Originalmente lançado |
| --------- | --------- | --------- | --------- | --------------------- |
|           | 1         | 8         | 8         | 11 de agosto de 2017  |
|           | 2         | 10        | 10        | 7 de setembro de 2018 |
|           | 3         | 10        | 10        | 1 de novembro de 2019 |
|           | 4         | 10        | 10        | 9 de julho de 2021    |

### 1.ª temporada (2017)
| N.º na série | N.º na temp. | Título                                                                   | Dirigido por         | Escrito por                  | Lançamento           |
| ------------ | ------------ | ------------------------------------------------------------------------ | -------------------- | ---------------------------- | -------------------- |
| 1            | 1            | "Antártica" "Antarctica"                                                 | Seth Gordon          | Robia Rashid                 | 11 de agosto de 2017 |
| 2            | 2            | "Um Fêmea Humana" "A Human Female"                                       | Michael Patrick Jann | Mike Oppenhuizen             | 11 de agosto de 2017 |
| 3            | 3            | "A Júlia Que Disse" "Julia Says"                                         | Michael Patrick Jann | Brian Tanen                  | 11 de agosto de 2017 |
| 4            | 4            | "Um Cheiro Agradável e Neutro" "A Nice Neutral Smell"                    | Seth Gordon          | Annabel Oakes                | 11 de agosto de 2017 |
| 5            | 5            | "Esse Moletom É Meu" "That's My Sweatshirt"                              | Michael Patrick Jann | Dennis Saldua                | 11 de agosto de 2017 |
| 6            | 6            | "Hora de Agasalhar o Croquete" "The D-Train to Bone Town"                | Michael Patrick Jann | Mike Oppenhuizen & Jen Regan | 11 de agosto de 2017 |
| 7            | 7            | "O Pobre Almôndega Morreu" "I Lost My Poor Meatball"                     | Joe Kessler          | Robia Rashid                 | 11 de agosto de 2017 |
| 8            | 8            | "Característica Silenciadora da Neve" "The Silencing Properties of Snow" | Joe Kessler          | Robia Rashid                 | 11 de agosto de 2017 |

### 2.ª temporada (2018)
| N.º na série | N.º na temp. | Título                                                                                     | Dirigido por    | Escrito por                            | Lançamento            |
| ------------ | ------------ | ------------------------------------------------------------------------------------------ | --------------- | -------------------------------------- | --------------------- |
| 9            | 1            | "Banho de Suco" "Juiced!"                                                                  | Joe Kessler     | Robia Rashid                           | 7 de setembro de 2018 |
| 10           | 2            | "O Pinguim Assassinado" "Penguin Cam and Chill"                                            | Ryan Case       | Robia Rashid                           | 7 de setembro de 2018 |
| 11           | 3            | "O Garotinho e o Leão" "Little Dude and the Lion"                                          | Silver Tree     | Theresa Mulligan Rosenthal             | 7 de setembro de 2018 |
| 12           | 4            | "É Mais Fácil do que Parece" "Pants on Fire"                                               | Geeta Patel     | Mike Oppenhuizen                       | 7 de setembro de 2018 |
| 13           | 5            | "O Ovo está Quebrando" "The Egg Is Pipping"                                                | Wendey Stanzler | Bob Smiley                             | 7 de setembro de 2018 |
| 14           | 6            | "No Covil do Dragão" "In the Dragon's Lair"                                                | Silver Tree     | Robia Rashid                           | 7 de setembro de 2018 |
| 15           | 7            | "O Mistério do Banco" "The Smudging"                                                       | Pam Thomas      | Robia Rashid & Dennis Saldua           | 7 de setembro de 2018 |
| 16           | 8            | "Viver em Ângulo" "Living at an Angle"                                                     | Pete Chatmon    | Jen Regan & Theresa Mulligan Rosenthal | 7 de setembro de 2018 |
| 17           | 9            | "Ritualicioso" "Ritual-licious"                                                            | Ryan Case       | Mike Oppenhuizen & D.J. Ryan           | 7 de setembro de 2018 |
| 18           | 10           | "As Regras de Sobrevivência de Ernest Shackleton" "Ernest Shackleton's Rules for Survival" | Ken Whittingham | Robia Rashid                           | 7 de setembro de 2018 |

### 3.ª temporada (2019)
| N.º na série | N.º na temp. | Título                                                                 | Dirigido por      | Escrito por                   | Lançamento            |
| ------------ | ------------ | ---------------------------------------------------------------------- | ----------------- | ----------------------------- | --------------------- |
| 19           | 1            | "Melhores Planos" "Best Laid Plans"                                    | Ryan Case         | Robia Rashid                  | 1 de novembro de 2019 |
| 20           | 2            | "Sam Silencioso" "Standing Sam"                                        | Rebecca Asher     | Theresa Mulligan Rosenthal    | 1 de novembro de 2019 |
| 21           | 3            | "Cocaína em comprimido e carne de pônei" "Cocaine Pills and Pony Meat" | Victor Nelli, Jr. | Bob Smiley                    | 1 de novembro de 2019 |
| 22           | 4            | "T.U.F.C.V." "Y.G.A.G.G."                                              | Wendey Stanzler   | Mike Oppenhuizen              | 1 de novembro de 2019 |
| 23           | 5            | "Apenas Tweed" "Only Tweed"                                            | Victor Nelli Jr.  | D.J. Ryan                     | 1 de novembro de 2019 |
| 24           | 6            | "A essência do pinguim" "The Essence of a Penguin"                     | Michael Medico    | Mike Oppenhuizen & Laura Moon | 1 de novembro de 2019 |
| 25           | 7            | "Perdas" "Shrinkage"                                                   | Annabel Oakes     | Bob Smiley & Nicole Betz      | 1 de novembro de 2019 |
| 26           | 8            | "Paige Pé-Pesado" "Road Rage Paige"                                    | Ken Whittingham   | Robia Rashid                  | 1 de novembro de 2019 |
| 27           | 9            | "Sam Sai Pra Caminhar" "Sam Takes a Walk"                              | Robia Rashid      | Robia Rashid & Anne Mebane    | 1 de novembro de 2019 |
| 28           | 10           | "Atrás do Marrom-Bombom" "Searching for Brown Sugar Man"               | Ken Whittingham   | Robia Rashid                  | 1 de novembro de 2019 |

### 4.ª temporada (2021)
| N.º na série | N.º na temp. | Título                                                     | Dirigido por          | Escrito por      | Lançamento         |
| ------------ | ------------ | ---------------------------------------------------------- | --------------------- | ---------------- | ------------------ |
| 29           | 1            | "Pássaro mágico #1" "Magical Bird #1"                      | Tom Magill            | D.J. Ryan        | 9 de julho de 2021 |
| 30           | 2            | "Pinguins" "Master of Penguins"                            | Michael Medico        | Bob Smiley       | 9 de julho de 2021 |
| 31           | 3            | "Planejando uma revolução" "You Say You Want a Revolution" | Rebecca Asher         | Mike Oppenhuizen | 9 de julho de 2021 |
| 32           | 4            | "Começo e fim" "Starters and Endings"                      | Angela Tortu          | Robia Rashid     | 9 de julho de 2021 |
| 33           | 5            | "Sonhos mortos" "Dead Dreams"                              | Heather Jack          | Nicole Betz      | 9 de julho de 2021 |
| 34           | 6            | "Como está sua saúde?" "Are You in Fair Health?"           | Jennifer Arnold       | Bob Smiley       | 9 de julho de 2021 |
| 35           | 7            | "Concentra no gato" "Channel the Cat"                      | Fernando Sariñana     | Mike Oppenhuizen | 9 de julho de 2021 |
| 36           | 8            | "Pássaro mágico #2" "Magical Bird #2"                      | Robia Rashid          | Robia Rashid     | 9 de julho de 2021 |
| 37           | 9            | "Bola do jogador" "Player's Ball"                          | Kevin Rodney Sullivan | Mike Oppenhuizen | 9 de julho de 2021 |
| 38           | 10           | "Sobremesa no restaurante" "Dessert at Olive Garden"       | Michael Medico        | Robia Rashid     | 9 de julho de 2021 |

## Recepção
Em 2017, Atypical — que tem episódios de 29 a 38 minutos cada — foi a décima série mais assistida pelos brasileiros em sessões curtas (de menos de duas horas por dia), segundo a retrospectiva da Netflix. E foi a oitava em recomendação para se assistir com a família.

### Crítica
Após a liberação, Atypical recebeu críticas geralmente positivas por parte dos críticos. No Metacritic, a primeira temporada recebeu uma pontuação de 66, com base em 20 críticas, indicando "críticas geralmente favoráveis", e uma pontuação de 79% no Rotten Tomatoes. A atuação, especialmente a performance de Gilchrist, foi geralmente bem recebida, apesar de alguns críticos acharam a série mal escrita. A falta de outras pessoas autistas na série também foi questionada. O ator Keir Gilchrist não tem o espectro do autismo. 